# Centro Olímpico de Vela Agios Kosmas

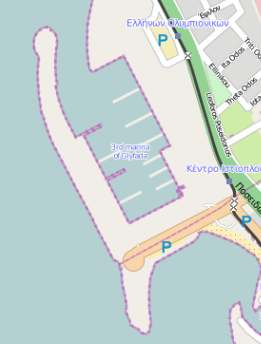
Plano del Centro Olímpico de Vela Agios Kosmas

El Centro Olímpico de Vela Agios Kosmas albergó los eventos de vela durante los Juegos Olímpicos de 2004 en Atenas, Grecia. Fue oficialmente abierto el 2 de agosto de 2004, unas pocas semanas antes de las Olimpiadas. El centro tiene una capacidad de 1600 personas para las ceremonias de entrega de medallas.